# Franciszek Płatek
Franciszek Płatek (ur. 2 stycznia 1892 w Warszawie, zm. 30 kwietnia 1940 w Katyniu) – kapitan piechoty Wojska Polskiego, działacz niepodległościowy, ofiara zbrodni katyńskiej.

## Życiorys
Syn Józefa i Zofii ze Ślusarków urodzony 2 listopada 1892 w Warszawie. Uczeń szkół technicznych im. Konarskiego i Piotrowskiego, który na rocznym kursie uczył się rysunku technicznego oraz modelarstwa, ponieważ już od młodości interesowała go technika. Od 1910 do 1913 uczestnik kursu przygotowującego do matury. Egzamin dojrzałości zdał eksternistycznie latem 1913 w Suworowskim Korpusie Kadetów (ros. Суворовский кадетский корпус) w Warszawie.
27 sierpnia 1915 skierowano go do Kowla, gdzie dołączył do 1 pułku piechoty Legionów, w którym odbywał służbę w kompanii kaemów. Walcząc na froncie w listopadzie 1915 był kontuzjowany. Uczestnik walk nad Styrem i Stochódem w 1916. W styczniu następnego roku był wysłany na kurs oficerski po którego ukończeniu przydzielono go do 1 pp Legionów. Internowany w Szczypiornie 17 lipca 1917 po kryzysie przysięgowym, a następnie przewieziony do Łomży w styczniu 1918, a w marcu stamtąd uciekł.

Działał w Warszawie w Polskiej Organizacji Wojskowej, a 20 listopada 1918 wstąpił do Wojska Polskiego. Instruktor w Obozie Szkoleniowym w Zegrzu. Awansowany do stopnia podporucznika w dniu 1 marca 1919, a w kwietniu tegoż roku został przeniesiony do 3 pułku piechoty Legionów i razem z pułkiem, w którym dowodził 3. kompanią karabinów maszynowych wyjechał na front. Podczas walk wykazał niezwykłe męstwo i odwagę. 5 kwietnia 1920 awansowany do stopnia porucznika. Z frontu powrócił w lutym 1921 do Garnizonu Jarosław. 21 listopada 1921 wpisano w jego opinii: 

„W boju odważny, o podwładnych troskliwy. Dobry organizator i gospodarz. Energiczny i stanowczy. Doświadczony oficer”.

 W pułku był dowódcą kompanii kaemów. Po ukończeniu w 1924 ośmiomiesięcznego kursu w Centrum Szkolenia Czołgów w Żurawicy, skierowano go w następnym roku do Chełmna, gdzie odbył przeszkolenie dla młodszych oficerów.
2 września 1925 przeniesiony został do 53 pułku piechoty, który stacjonował w garnizonie Stryj i dowodził w nim kompanią oraz baonem. W 1927 był na przeszkoleniu w Centralnej Szkole Strzelniczej w Toruniu oraz awansował na stopień kapitana ze starszeństwem od 1 stycznia 1927. W 1928 w Centrum Wyszkolenia Artylerii był na 4-miesięcznym kursie. Dowódca plutonu artylerii od 11 września 1929, wykonując również obowiązki oficera taborowego i w kwatermistrzostwie. W maju 1934 został odkomenderowany do Żydaczowa w którym pełnił obowiązki powiatowego komendanta PW, a w następnym roku komendanta obwodowego. Ukończył dla powiatowych komendantów PW 5-tygodniowy kurs metodyczno-informacyjny oraz był aktywnym działaczem żydaczowskiego Związku Legionistów. Na stanowisko dowódcy plutonu w 53 pułku piechoty powrócił w 1936, a 30 listopada 1937 przeniesiono go w stan spoczynku. Zamieszkał w Grodnie przy ul. Orzeszkowej 34 m. 10.
25 września 1939 w Bełzie dostał się do niewoli sowieckiej. 3 listopada tego roku przybył z Obozu jenieckiego NKWD w Putywlu do obozu w Kozielsku. 28 kwietnia 1940 został przekazany do dyspozycji naczelnika Zarządu NKWD Obwodu Smoleńskiego (lista nr 052/4 z 27 kwietnia 1940). 30 kwietnia 1940 został zamordowany w Katyniu i tam pogrzebany. 22 maja 1943 ekshumowany. Od 28 lipca 2000 spoczywa na Polskim Cmentarzu Wojennym w Katyniu.
Pozostawił żonę oraz córkę Zofię i syna Wiktora.
5 października 2007 minister obrony narodowej Aleksander Szczygło mianował go pośmiertnie na stopień majora. Awans został ogłoszony 9 listopada 2007, w Warszawie, w trakcie uroczystości „Katyń Pamiętamy – Uczcijmy Pamięć Bohaterów”.

## Ordery i odznaczenia
- Krzyż Niepodległości – 15 kwietnia 1932 „za pracę w dziele odzyskania niepodległości”[10][11][2][12]
- Krzyż Walecznych czterokrotnie[6]
- Medal Pamiątkowy za Wojnę 1918–1921[6]
- Medal Dziesięciolecia Odzyskanej Niepodległości[6]
- Odznaka Pamiątkowa Więźniów Ideowych[6]